# Eric Van Meir
Eric Van Meir, född 28 februari 1968 i Deurne, är en belgisk fotbollstränare och före detta professionell fotbollsspelare. Han spelade främst som mittback för fotbollsklubbarna Berchem, Charleroi, Lierse och Standard Liège mellan 1985 och 2003. Van Meir vann ett ligamästerskap, en belgisk cup och två belgiska supercuper med Lierse. Han spelade också 34 landslagsmatcher för det belgiska fotbollslandslaget mellan 1993 och 2002.
Efter den aktiva spelarkarriären har han bland annat varit assisterande tränare och tränare för Lierse i flera omgångar.